# Bonifacio Soto
General Bonifacio Soto fue un militar mexicano con idealismo villista que participó en la Revolución mexicana. Se incorporó al Ejército Constitucionalista, pero en 1914, tras la escisión de Venustiano Carranza y Francisco Villa, se pasó a las fuerzas villistas. Murió en el combate de León, Guanajuato, en 1915. 